# Jasmin (poète)
Pour les articles homonymes, voir Jasmin (homonymie) et Boe (homonymie).
 (janvier 2014).
Si vous disposez d'ouvrages ou d'articles de référence ou si vous connaissez des sites web de qualité traitant du thème abordé ici, merci de compléter l'article en donnant les références utiles à sa vérifiabilité et en les liant à la section « Notes et références ».
Jacques Boé, dit Jasmin (en occitan Jacme Boèr dit Gensemin ou Jansemin), né le 6 mars 1798 à Agen où il est mort le 4 octobre 1864, où il exerçait la profession de coiffeur, est un poète occitan, qui a donné une impulsion nouvelle à la langue d'oc (son œuvre est rédigée en languedocien, dans le parler d’Agen).

## Biographie
Jasmin est issu d’une famille du petit peuple d’Agen, où son père était tailleur.
Après avoir un peu étudié chez un régent et au séminaire de la ville, il est mis en apprentissage chez un coiffeur. Son goût des histoires, ses talents de conteur y font merveille et il peut bientôt s’installer à son compte et se marier. Il devient célèbre avec sa romance La fidelitat agenesa composée à l’occasion du carnaval de 1822. Il continue avec Lo Charibari en 1825.
En 1830, il est couronné par l’Académie d'Agen pour son ode Lou tres de may à l’occasion de l'inauguration de la statue d’Henri IV à Nérac, alors que l’académie n'avait jusqu'alors couronné que des ouvrages en français.
Il se lance alors dans une carrière de lecteur public de ses poésies, d'abord dans la région, puis de plus en plus loin. En 1836, la récitation à Bordeaux de L’abuglo de Castèl-Cuilhèr lui assure une renommée nationale. À partir de 1840, ses tournées dans le Midi l’occupent à temps plein et deviennent des événements qui attirent les foules. Il aurait donné en tout plus de 12 000 séances, distribuant les revenus à des œuvres de bienfaisance.
Il correspond avec d'autres auteurs de langue occitane comme le clermontois Charles-Antoine Ravel.

## Son œuvre

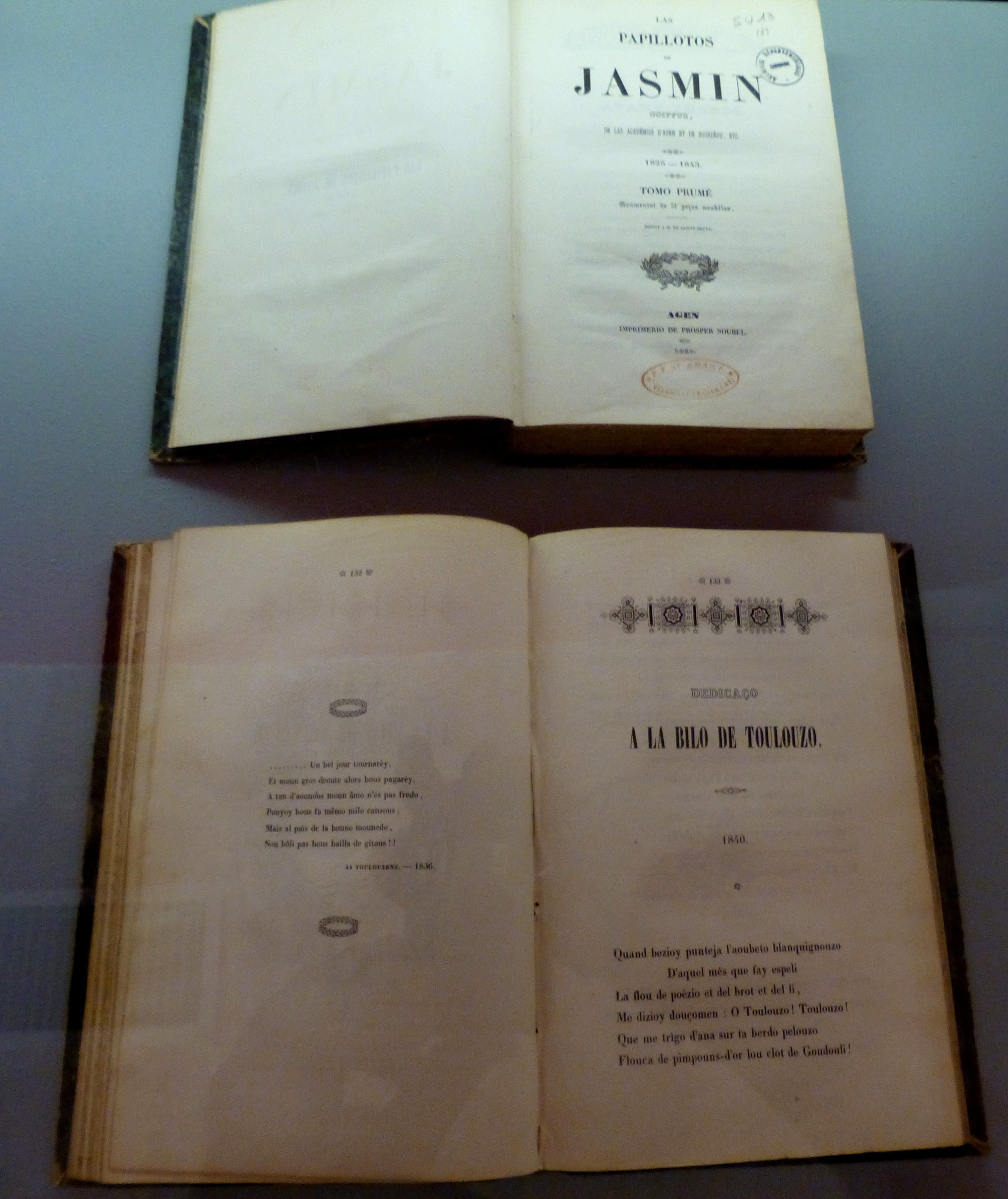
Las papillotos, édition de 1843.

Grand conteur, il a su faire renaître la poésie populaire occitane et suscité d’innombrables vocations. Ses textes sont rassemblés dans ses quatre Papillôtos.
Principales œuvres
- Las Papilhotas (les Papillotes)
- L'Abuglo de Castèl-Cuillè (l'Aveugle de Castelculier), -traduit en Américain par Longfellow-(l'Univers Illustré)
- Françoneta (Françounette),
- Los dos fraires beçons (les Deux frères jumeaux),
- La Setmana del Filh (la Semaine du fils).
- Mos Sovenirs (Mes souvenirs).
- Maltra l'innocenta (Maltre l'innocente).
- Lo poèta del puple a Monsur Renan (le Poète du peuple à Monsieur Renan).

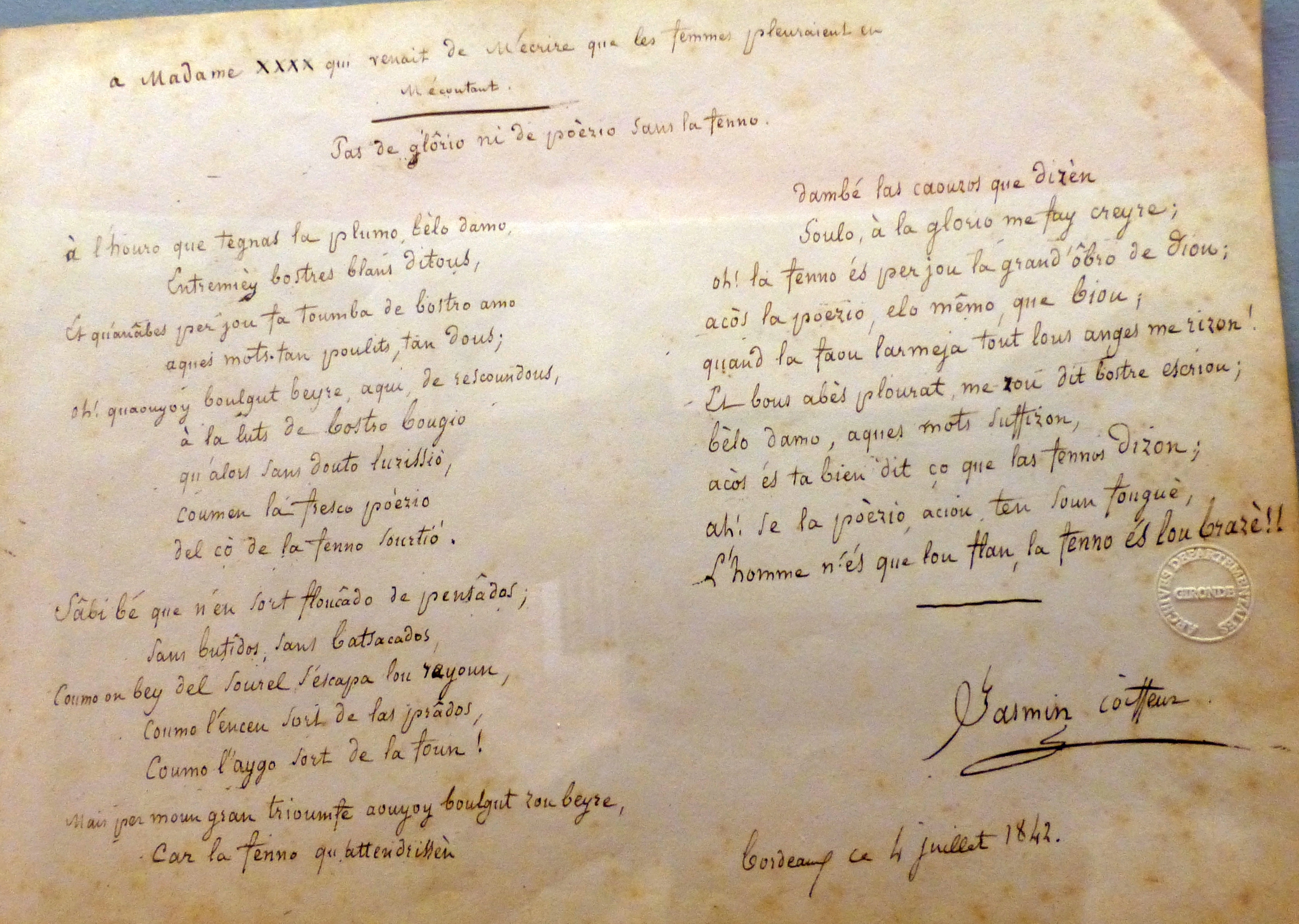
Poème autographe de Jasmin

## Jasmin dans la littérature
Dans La Monographie de la Presse parisienne (1842), Balzac se moque gentiment de celui qu'il nomme le « poète perruquier » sous l'espèce du critique « blagueur » dit de la deuxième variété. Il y peint Jasmin amené à Paris par un article dont le critique « blagueur » rend compte par ces lignes: «Le célèbre Jasmin est de retour à Paris. Dans une brillante soirée, donnée par M. Villemain chez un de ses amis, le célèbre poète charabia a lu sa charmante élégie du Fer à toupet:
Qu'es debenou lou tan oï moin mouse inconnou
Cantait loun blou cielo et vertous compagnou
Timidou, craintivo, coum oun hirondello
Ché vollou légèrou sour lo petiot ruisso!
Ces vers ravissants, que personne n'a compris, ont excité un immense enthousiasme.»

Dans son lundi du 7 juillet 1851, Sainte-Beuve a écrit : 

« Il y a toute une moitié de la France qui rirait si nous avions la prétention de lui apprendre ce que c'est que Jasmin et qui nous répondrait en nous récitant de ses vers... Mais il y a une autre moitié de la France, celle du Nord, qui a besoin de temps en temps, qu'on lui rappelle ce qui n'est pas sorti de son sein, ce qui n'arrive pas directement à ses oreilles. C'est pour cette classe nombreuse que je voudrais expliquer ce qu'est véritablement Jasmin, le célèbre poète agenais »

Dans La Sorcière de Jasmin, Emmanuel Le Roy Ladurie reproduit les quatre « pauses » du poème « Françoneta », les accompagnant d'une étude approfondie des sources de l’œuvre. Il démontre que Jasmin s’est inspiré d'une histoire connue dans les campagnes gasconnes de la rive gauche de la Garonne, à l’ouest d’Agen, autour de Roquefort, histoire basée sur un fait authentique qu’il situe un siècle plus tard que l’histoire de Jasmin : fin du XVIIe siècle plutôt que guerres de religion. Le fait que l’histoire se soit transmise du fait véridique jusqu’au poème de Jasmin sans « reconstruction » par l'autorité, sans passage par la justice ou l'église, permet de retrouver de vrais caractères de la « sorcellerie » occitane, très proches de ce qu’on constate un peu partout en Europe à la même époque.
Dans le roman Sans famille d'Hector Malot, vers la fin du chapitre VII de la seconde partie Une leçon de musique, Jasmin est cité comme étant le plus grand poète de France.
« – Ce gamin est un prodige, criait Espinassous ; si tu veux rester avec moi, je ferai de toi un grand musicien ; tu entends, un grand musicien ! le matin, tu raseras la pratique avec moi, et tout le reste de la journée je te ferai travailler ; et ne crois pas que je ne sois pas un maître capable de t’instruire parce que je suis perruquier ; il faut vivre, manger, boire, dormir, et voilà à quoi le rasoir est bon ; pour faire la barbe aux gens, Jasmin n’en est pas moins le plus grand poëte de France ; Agen a Jasmin, Mende a Espinassous. »

## Postérité
À Agen, sa statue,, bronze du sculpteur Vital Gabriel Dubray, est installée sur la place qui porte son nom et inaugurée le 12 mai 1870. Frédéric Mistral, malgré le peu d'intérêt que Jasmin avait porté au Félibrige, lui adressa à cette occasion un vibrant hommage.
Une rue de Paris porte son nom, ainsi qu’une station de métro près de cette dernière. Dans son nouveau viographe de Bordeaux, Robert Coustet décrit un square Jasmin. 
À Nérac, sur le piédestal de la statue d'Henri IV, quatre vers de Jasmin issus de sa poésie "Le 3 mai" ont été gravés.
Le clocher de l'église Saint-Jean de Vergt en Dordogne porte aussi son nom, Jasmin avait contribué à réunir des fonds pour la réédification de l'église.
Une association Le Jasmin d'Argent a été créé en 1920 pour récompenser les poètes régionaux qui écrivent soit en français, soit en langue d'oc. Son siège est à Agen.